# Most Krymski (Moskwa)
Most Krymski (ros. Крымский мост) – stalowy most wiszący nad rzeką Moskwą w stolicy Rosji, Moskwie.
Most znajduje się około 1800 metrów na południowy zachód od Kremla i jest jednym z najwęższych odcinków moskiewskiej obwodnicy Sadowej. Istniejący obecnie most został oddany do użytku 1 maja 1938, jako część planu przebudowy centrum Moskwy.
Historia mostu sięga roku 1786, kiedy to przeprawa została wykonana po raz pierwszy jako konstrukcja drewniana. Był on wielokrotnie przebudowywany z powodu częstych uszkodzeń powodowanych przez lód i powodzie. W 1873 całkowicie zmieniono konstrukcję mostu z drewnianej na stalową.
Most ma 688 m długości całkowitej, z czego 262,5 m przypada na przęsła zawieszone bezpośrednio nad rzeką. Główną jego częścią jest główne przęsło o długości 168 metrów; są też dwa krótkie przęsła o długości 47,25 m. Most posiada cztery prawie 29-metrowe pylony, a jego masa wynosi 10 tysięcy ton. 
W Moskwie most nazywany jest „ulubionym miejscem samobójców” (ros. любимое место самоубийц), ze względu na dużą liczbę popełnianych tam samobójstw.